# Parapsyche asiatica
Parapsyche asiatica är en nattsländeart som beskrevs av Schmid 1959. Parapsyche asiatica ingår i släktet Parapsyche och familjen ryssjenattsländor. Inga underarter finns listade i Catalogue of Life.